# Nissan R'nessa
Nissan R’nessa – samochód osobowy klasy średniej produkowany przez japońską firmę Nissan w latach 1997-2001 z przeznaczeniem na rynek rodzimy. Dostępny był wyłącznie jako 5-drzwiowe kombi. R'nessa konkurowała na rynku z Toyotą Opa oraz Hondą Avancier.
Do napędu używano trzech jednostek napędowych R4; 2.0 SR20DE (tylko FWD), 2.0 SR20DET (turbodoładowana, AWD) oraz 2.4 KA24DE (AWD). Do przeniesienia napędu używano dwóch typów 4-biegowej przekładni automatycznej bądź skrzyni CVT.
Występowała także wersja z napędem elektrycznym, nosiła nazwę Nissan Altra. Produkowana była w latach 1998-2002. Powstało około 200 egzemplarzy.

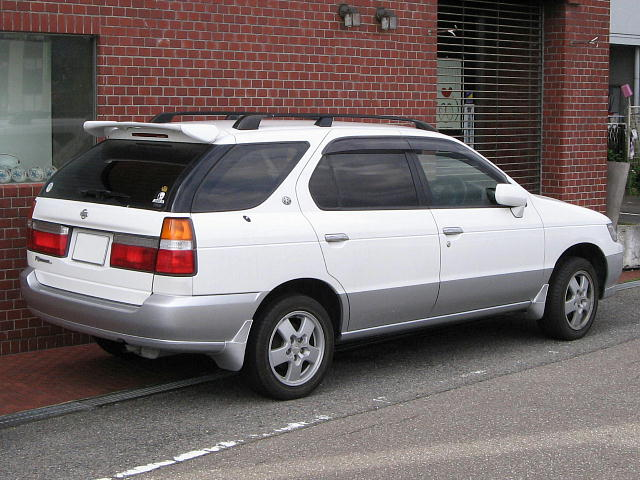
'97 R'nessa - tył nadwozia
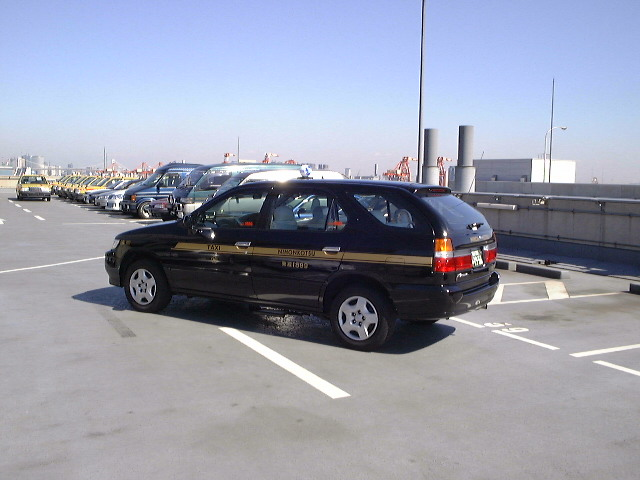
R'nessa
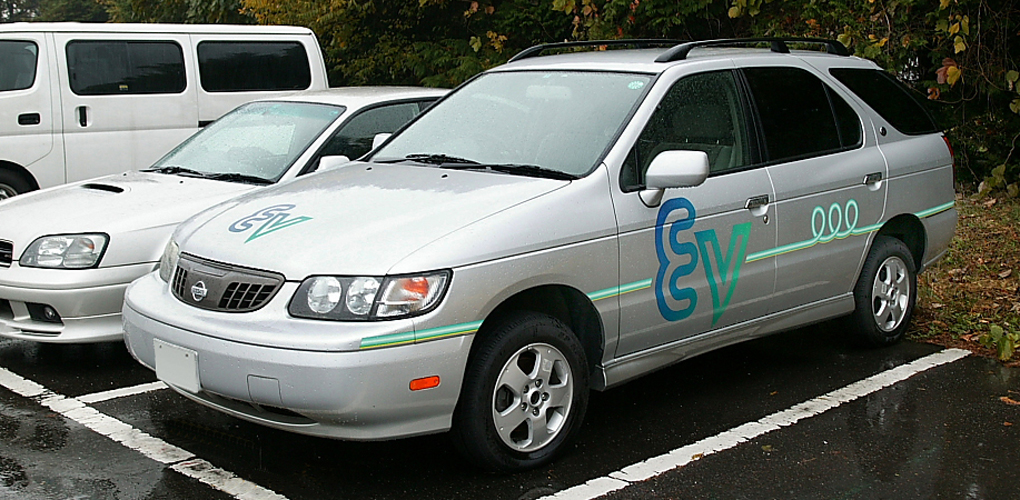
Altra EV

## Dane techniczne
| Wersja             | Silnik:                          | Układ zasilania:   | Średnica × skok tłoka: | St. sprężania:     | Moc maksymalna:                    | Maks. moment obrotowy      |
| Silniki benzynowe: | Silniki benzynowe:               | Silniki benzynowe: | Silniki benzynowe:     | Silniki benzynowe: | Silniki benzynowe:                 | Silniki benzynowe:         |
| ------------------ | -------------------------------- | ------------------ | ---------------------- | ------------------ | ---------------------------------- | -------------------------- |
| 2.0                | R4 2,0 l (1998 cm³), DOHC        | wtrysk             | 86,00 mm × 86,00 mm    | 10,0:1             | 140 KM (103 kW) przy 5600 obr./min | 186 N•m przy 4800 obr./min |
| 2.0 T              | R4 2,0 l (1998 cm³), DOHC, turbo | wtrysk             | 86,00 mm × 86,00 mm    | 8,5:1              | 200 KM (147 kW) przy 6000 obr./min | 265 N•m przy 4000 obr./min |
| 2.4                | R4 2,0 l (2388 cm³), DOHC        | wtrysk             | 89,00 mm × 96,00 mm    | 9,2:1              | 155 KM (114 kW) przy 5600 obr./min | 212 N•m przy 4400 obr./min |